# Гобеев, Михаил Андреевич
Гобеев Михаил Андреевич (род. 4 февраля 1984, Ессентуки, Ставропольский край) — российский тяжелоатлет, чемпион и призёр чемпионатов России, Европы, обладатель Кубка России, мастер спорта международного класса. Воспитанник спортивной школы олимпийского резерва силовых видов спорта имени В. Ф. Краевского. Окончил Ульяновский государственный педагогический университет имени И. Н. Ульянова.
В январе 2024 года Спортивный арбитражный суд дисквалифицировал Гобеева на 4 года за нарушение антидопинговых правил
.

## Спортивные результаты
- Чемпионат России по тяжёлой атлетике 2009 года — [4][5]
- Чемпионат Европы по тяжёлой атлетике 2010 года — [6]
- Чемпионат России по тяжёлой атлетике 2010 года — [4]
- Чемпионат России по тяжёлой атлетике 2012 года — [4]
- Кубок России по тяжёлой атлетике 2012 года — [4]
- Чемпионат России по тяжёлой атлетике 2013 года — [4]
- Чемпионат России по тяжёлой атлетике 2015 года — [4]